# Apomys hylocetes
Apomys hylocetes és una espècie de mamífer rosegador de la família dels múrids. Són rosegadors de petites dimensions, amb una llargada de cap a gropa de 227 a 260 mm i una cua de 127 a 152 mm. Poden arribar a pesar fins a 45 g. Es troba exclusivament a l'illa de Mindanao a les Filipines. Viu en boscs primaris montans a 1.900 msnm i a boscs a molsa a 2.250-2.800 msnm.